# Megan Rapinoe
Megan Anna Rapinoe (n. 5 iulie 1985, Redding⁠(d), California, SUA) este o jucătoare americană de fotbal, care evoluează la clubul Reign FC și la echipa națională a Statelor Unite ale Americii. 
După ce a fost Gheata de Aur la Campionatul Mondial din Franța, Rapinoe a primit în 2019 premiul FIFA Women's Player of the Year (The Best FIFA Women's Player), echivalent cu distincția de cea mai bună jucătoare a lumii. Ea a primit și premiul Sports Illustrated Sportsperson of the Year în același an. Este la ora actuală cea mai cunoscută jucătoare din națională, alături de Carli Lloyd și Alex Morgan.